# 우에키촌
우에키촌(植木村)은 사이타마현 히키군·이루마군에 있던 촌이다. 현재의 가와고에시에 해당한다.

## 역사
- 1889년 4월 1일 - 정촌제 시행에 수반해 히키군 우에키촌이 성립하였다.
- 1896년 4월 1일 - 우에키촌 관할권이 이루마군에 이관되었다.
- 1938년 5월 1일 - 후루야촌, 요시노촌에 분할 편입되었다.

## 참고문헌
- 角川日本地名大辞典